# قائمة سفراء الأردن في الولايات المتحدة
السفير الأردني في واشنطن العاصمة هو ممثل الحكومة في عمان الأردن لدى حكومة الولايات المتحدة الأمريكية. كان أول سير في الولايات المتحدة للمملكة الأردنية الهاشمية هو يوسف هيكل عام 1949.

## قائمة السفراء
فيما يلي قائمة يمكن فرزها من الأفراد المعينين في منصب سفير فوق العادة ومفوضا من المملكة الأردنية الهاشمية لدى الولايات المتحدة الأمريكية. 
| الاتفاق الدبلوماسي | الاعتماد الدبلوماسي | السفير               | ملك الاردن     | الرئيس الامريكي | الملاحظات                              |
| ------------------ | ------------------- | -------------------- | -------------- | --------------- | -------------------------------------- |
| مايو 23, 1949      | يونيو 1, 1949       | يوسف هيكل            | عبدالله الاول  |                 |                                        |
| ديسمبر 14, 1953    | -                   |                      |                |                 | تم رفع المستوى إلى مستوى السفارة       |
| ديسمبر 7, 1953     | ديسمبر 14, 1953     | عبد المنعم الرفاعي   | الحسين بن طلال |                 |                                        |
| يونيو 22, 1957     | أغسطس 2, 1957       | يوسف هيكل            | الحسين بن طلال |                 | دكتور.                                 |
| أكتوبر 27, 1958    | نوفمبر 18, 1958     | مدحت إبراهيم جمعة    | الحسين بن طلال |                 |                                        |
| أكتوبر 6, 1959     | أكتوبر 20, 1959     | يوسف هيكل            | الحسين بن طلال |                 | دكتور.                                 |
| أكتوبر 26, 1962    | ديسمبر 5, 1962      | سعد جمعة             | الحسين بن طلال |                 |                                        |
| أكتوبر 28, 1965    | نوفمبر 16, 1965     | فرحان شبيلات         | الحسين بن طلال |                 |                                        |
| أغسطس 28, 1967     | أغسطس 30, 1967      | عبد الحميد شرف       | الحسين بن طلال |                 |                                        |
| مارس 21, 1972      | مارس 27, 1972       | زهير محمود المفتي    | الحسين بن طلال |                 |                                        |
| يونيو 6, 1973      | يونيو 14, 1973      | عبد الله صلاح        | الحسين بن طلال |                 |                                        |
| مايو 5, 1980       | يونيو 6, 1980       | شريف فواز شرف        | الحسين بن طلال |                 |                                        |
| أكتوبر 20, 1981    | أكتوبر 26, 1981     | عبد الهادي المجالي   | الحسين بن طلال |                 | اللواء الأخ الأصغر لعبد السلام المجالي |
| مايو 30, 1983      |                     | سلطان لوفتي          | الحسين بن طلال |                 | قائم بالأعمال                          |
| يونيو 29, 1983     | مايو 22, 1985       | إبراهيم يوسف عزالدين | الحسين بن طلال |                 |                                        |
| مايو 17, 1985      | مايو 22, 1985       | محمد كمال            | الحسين بن طلال |                 |                                        |
| أغسطس 29, 1988     | سبتمبر 19, 1988     | حسين الهمامي         | الحسين بن طلال |                 |                                        |
| فبراير 4, 1993     | أبريل 14, 1993      | فايز الطراونة        | الحسين بن طلال |                 |                                        |
| سبتمبر 8, 1997     |                     | مروان المعشر         | الحسين بن طلال |                 |                                        |
| يوليو 1, 2002      | يناير 15, 2007      | كريم قعوار           | عبدالله الثاني |                 |                                        |
| يناير 22, 2007     | فبراير 27, 2007     | الامير زيد بن رعد    | عبدالله الثاني |                 | صاحب السمو الملكي                      |
| سبتمبر 14, 2010    | سبتمبر 16, 2010     | علياء بوران          | عبدالله الثاني |                 |                                        |
| يونيو 2016         |                     | دينا قعوار           | عبدالله الثاني |                 |                                        |

```
يمكن الاتصال بالسفير من خلال 
سفارة المملكة الأردنية الهاشمية
 الموجودة في 3504 International Drive ، NW ، North Cleveland Park ، واشنطن العاصمة 20008. 
[
2
]
```

## روابط خارجية
- سفارة المملكة الأردنية الهاشمية
- حكومة الأردن نسخة محفوظة 16 يوليو 2014 على موقع واي باك مشين.